# Козел Павло
Ко́зел Павло́ (1760 — 1830?) — український кобзар.

## Біографія
Павло народився приблизно 1760 року у Сосницькому повіті на Чернігівщині. Згідно інших джерел, Павло народився в селі Спаське Стародубівського повіту Чернігівської області.
Був вчителем Андрія Шута. Знав дуже багато дум, особливо думи про Хмельницького. Помер від тифу приблизно 1830 року.